# كوهي توميتا
كوهي توميتا (باليابانية: 冨田康平) هو لاعب كرة قدم ياباني، ولد في 9 يونيو 1996 في سايتاما في اليابان. لعب مع نادي كيوتو سانغا.

## وصلات خارجية
- كوهي توميتا على موقع رابطة كرة القدم اليابانية للمحترفين (اليابانية)
- كوهي توميتا على موقع قاعدة بيانات كرة القدم.إي يو (الإنجليزية)
- كوهي توميتا على موقع Soccerway.com (الإنجليزية)
- كوهي توميتا على موقع عالم كرة القدم.نت (الإنجليزية)